# 1re série 1970/71
Die Saison 1970/71 war die 49. Spielzeit der 1re série, der höchsten französischen Eishockeyspielklasse. Meister wurde zum insgesamt 26. Mal in der Vereinsgeschichte der Chamonix Hockey Club.

## Modus
In der Hauptrunde wurde die Liga in zwei Gruppen eingeteilt (Paris-Nord und Alpes-Provence). Der Erstplatzierte der Gruppe Paris-Nord und die beiden Erstplatzierten der Alpes-Provence qualifizierten sich direkt für die Finalrunde, während der Zweitplatzierte der Gruppe Paris-Nord und der Drittplatzierte der Gruppe Alpes-Provence um den letzten verbliebenen Platz für die Finalrunde ein Entscheidungsspiel bestritten. Für einen Sieg erhielt jede Mannschaft zwei Punkte, bei einem Unentschieden gab es ein Punkt und bei einer Niederlage null Punkte.

## Hauptrunde

### Gruppe Paris-Nord
|    | Klub                                  | Sp | S  | U | N  | T  | GT | Punkte |
| -- | ------------------------------------- | -- | -- | - | -- | -- | -- | ------ |
| 1. | Athletic Club de Boulogne-Billancourt | 12 | 10 | 0 | 2  | 77 | 28 | 32     |
| 2. | US Métro                              | 12 | 10 | 0 | 2  | 78 | 36 | 32     |
| 3. | Français Volants                      | 12 | 3  | 0 | 9  | 33 | 68 | 18     |
| 4. | CPM Croix                             | 12 | 1  | 0 | 11 | 24 | 80 | 14     |

Sp = Spiele, S = Siege, U = Unentschieden, N = Niederlagen

### Gruppe Alpes-Provence
|    | Klub                               | Sp | S  | U | N  | T  | GT | Punkte |
| -- | ---------------------------------- | -- | -- | - | -- | -- | -- | ------ |
| 1. | Chamonix Hockey Club               | 10 | 10 | 0 | 0  | 54 | 15 | 30     |
| 2. | Sporting Hockey Club Saint Gervais | 10 | 7  | 0 | 3  | 65 | 24 | 24     |
| 3. | Ours de Villard-de-Lans            | 10 | 6  | 0 | 4  | 63 | 39 | 22     |
| 4. | Gap Hockey Club                    | 10 | 4  | 0 | 6  | 34 | 37 | 18     |
| 5. | Club des Sports de Megève          | 10 | 3  | 0 | 7  | 26 | 41 | 16     |
| 6. | Diables Rouges de Briançon         | 10 | 0  | 0 | 10 | 8  | 94 | 10     |

Sp = Spiele, S = Siege, U = Unentschieden, N = Niederlagen

### Entscheidungsspiel um den Einzug in die Finalrunde
- Ours de Villard-de-Lans – US Métro 9:4

## Finalrunde
|    | Klub                                  | Sp | S | U | N | T  | GT | Punkte |
| -- | ------------------------------------- | -- | - | - | - | -- | -- | ------ |
| 1. | Chamonix Hockey Club                  | 6  | 6 | 0 | 0 | 38 | 15 | 12     |
| 2. | Sporting Hockey Club Saint Gervais    | 5  | 2 | 0 | 3 | 30 | 25 | 4      |
| 3. | Ours de Villard-de-Lans               | 6  | 2 | 0 | 4 | 31 | 43 | 4      |
| 4. | Athletic Club de Boulogne-Billancourt | 5  | 1 | 0 | 4 | 21 | 37 | 2      |

Sp = Spiele, S = Siege, U = Unentschieden, N = Niederlagen